# 白線黑唐納雀
是雀形目唐納雀科黑唐納雀屬下的一種鳥類。牠們廣泛分佈於中美洲南部及南美洲，但分佈不平均。主要居住在各種熱帶森林的邊緣地帶及灌木叢附近，並可利用一些人類開發過後的環境生存。:181以水果、花蜜及昆蟲為食，也會在空中直接捕食懸於空中的植物或飛行中的白蟻。:181
雄雌的外觀相當不同，雄鳥全身以黑藍色系為主，在肩上帶有一片白色色塊；而雌鳥全身紅褐色系，腹部顏色較淺。繁殖季隨地區不同而有所變化，每窩產2—3枚蛋，但相關資訊較為稀少。:181因為牠們能居於人類開發後的環境中，因此數量尚稱穩定，甚至可能還有增加的跡象，因此在《國際自然保護聯盟瀕危物種紅色名錄》內被列入無危物種。

## 物種命名與分類
白線黑唐納雀可確認的最早敘述出自於1779年法國生物學家乔治-路易·勒克莱尔·德·布丰的著作《自然通史》中，但未有正式的二名法命名。1783年，荷蘭自然學家彼得·博达尔特參考布豐的資料並賦予其學名，歸於靚唐納雀屬下。到了1816年，法國鳥類學家路易·皮埃尔·维埃约將其移出靚唐納雀屬，並作為模式種建立一個新屬——黑唐納雀屬。其模式產地位於法屬圭亞那卡宴。
屬名來自希臘語（轉寫：takhuphdnos），是一種合成詞，意思是「快速說話」。:377種小名是在拉丁語中指稱紅色的名詞，在鳥類學中用來廣泛形容黃、橘、棕、紅、深紅到紫色的一系列顏色。:343這裡指的是雌鳥的紅色羽色。
雖然白線黑唐納雀現在被歸於黑唐納雀屬下，但整個屬相對於唐納鵙屬及红胸雀属而言被發現是多系及並系的，故分類地位並非完全穩定，在未來可能會再被拆分重組。牠們沒有亞種，而紅冠黑唐納雀與其互為姊妹種，紅肩黑唐納雀則是這兩個物種的姊妹群。:181

## 形態描述

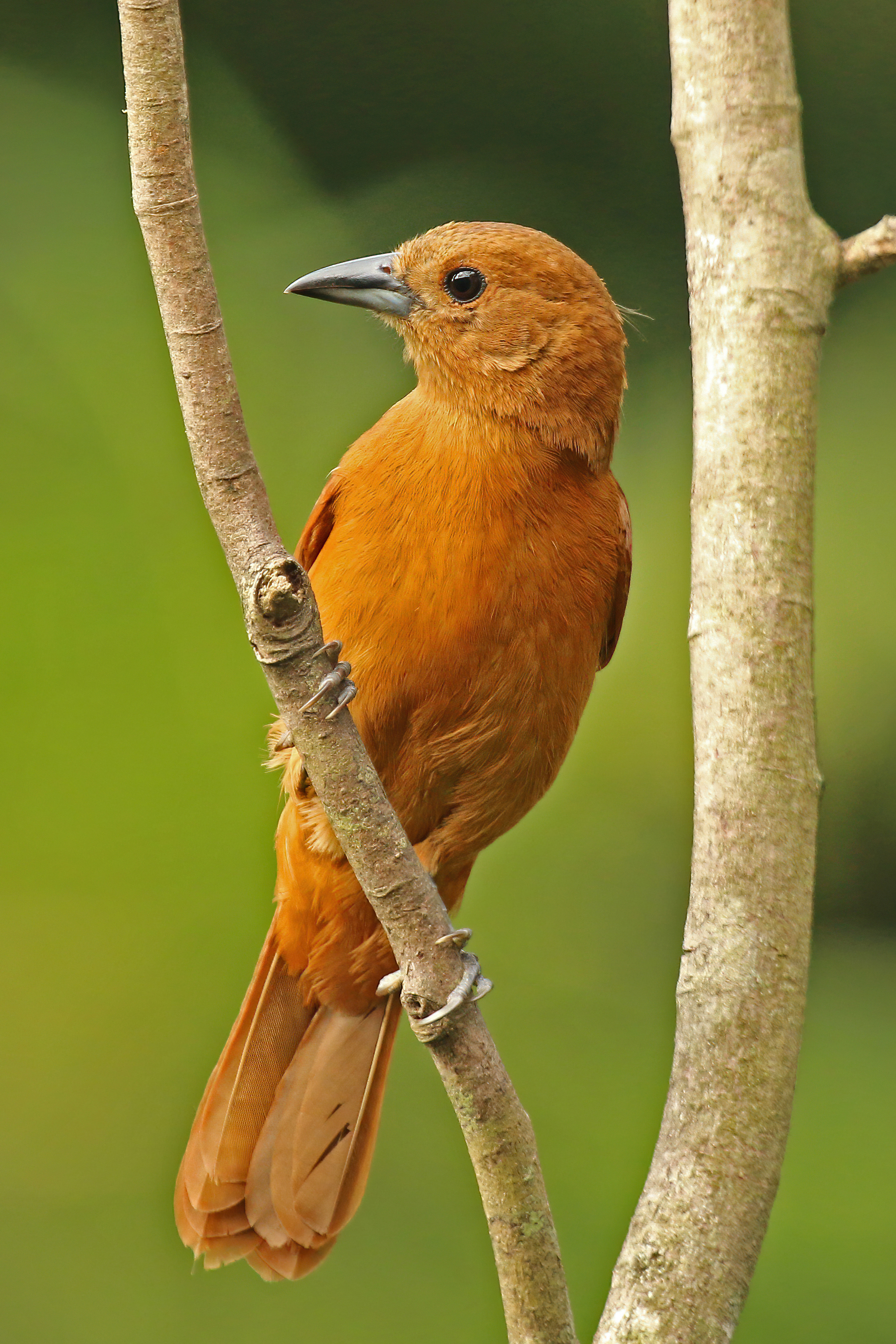
雌性個體

白線黑唐納雀的體長平均約17公分，體重約25.7—42.5公克。:181鳥喙寬平均6.1公釐、深平均7.6公釐；翼長平均8.3公分；跗蹠平均長22.1公釐；尾長平均9.5公分。目前壽命最長的是活到至少6—7歲的繫放個體。:138
成鳥是是相當明顯兩性異形。雄鳥身體呈閃亮的藍黑色，次級上翅覆羽和下翅覆羽呈雪白色，在飛行時明顯可見其白色部分。外觀上看起來是肩上有一塊白色的斑塊。雌鳥的上背、翅膀和尾巴呈紅褐色；腹部橘紅色。兩性共通點為眼睛虹膜棕色；上喙黑色，下喙藍灰色；腳部藍黑色。其換羽期在7月至10月之間。
幼鳥也跟雌鳥相同，全身呈紅褐色，腹部顏色也一樣較淺。有一些雄性幼鳥在剛離巢時就可能具有幾根藍黑色羽毛。而雄性的亞成鳥會有一些隨機且不規則的黑色斑塊。:181
牠們與紅冠黑唐納雀或紅肩黑唐納雀外觀相當類似，但紅冠黑唐納雀地理分佈與其呈互補的情形，且雌鳥在頭頂上多出了一個紅色的頭冠構造。而紅肩黑唐納雀則顧名思義在其雄鳥肩上的斑塊是紅色而非白色，且其體型較白線黑唐納雀小。而雌鳥的喙型及整體形狀與其他相似物種有所差異。

## 分佈及環境
牠們主要分布於熱帶地區。普遍分佈於奥里诺科河以北的地區，南至亞馬遜河、委內瑞拉的玻利瓦州北部和阿马库罗三角洲州及玛格丽塔岛，跨哥斯大黎加、厄瓜多西北部、秘魯東南部、尼加拉瓜東部、巴拿馬西南部、哥倫比亞東北部、巴拉圭、圭亞那、巴西東南部、玻利維亞東部以及阿根廷東北部。:181
分佈於海拔高達1800公尺以下的中低層雨林、次生林、開闊樹林、灌木叢和落葉林邊緣，並不直接住在森林中。:181在人造環境中也能生存，如開闊的田野、城市郊區和種植園。在亞馬遜雨林以外的邊緣地區，常常跟其他唐納雀及啄木鳥一起出現。

## 習性
白線黑唐納雀是一種相當活潑的鳥類，且不畏人。除了在育雛的家庭之外，通常成對出現，並一前一後的飛行。在傍晚時則會聚集成群在光禿的樹頂上。牠們並不遷徙，是一種留鳥。:181
雄性常常在飛行前會先搖動身體，將其白色羽毛顯露出來才飛行。

### 食性

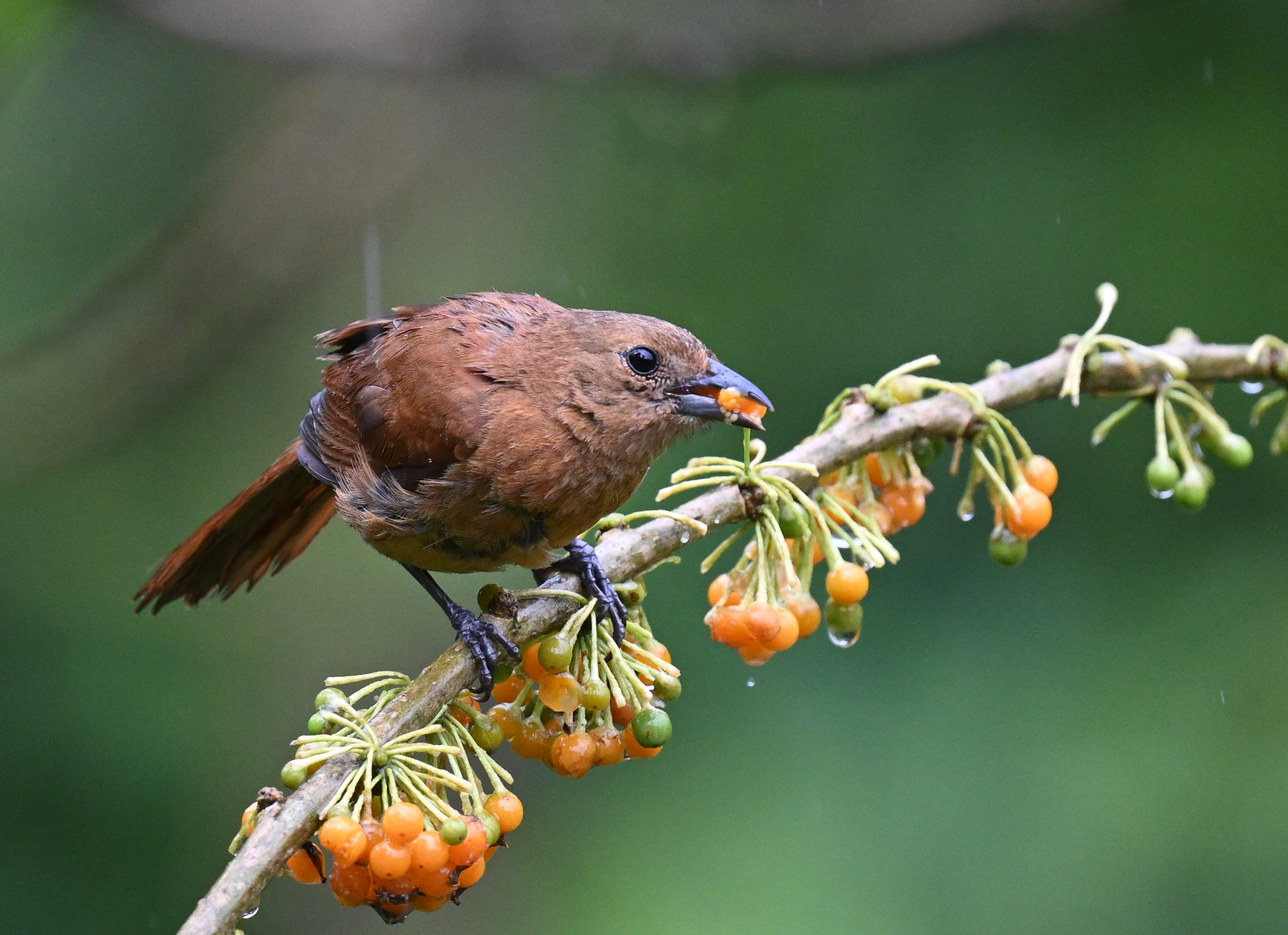
食用果實中的白線黑唐納雀

白線黑唐納雀主要食用水果和昆蟲，也食用一些特定開花樹木的花蜜。例如甲蟲、蝗蟲、半翅目昆蟲、雙翅目及行軍蟻，並被發現會尾隨在行軍蟻或飛行中的白蟻後面行動。:181植食部分被記錄過的是番木瓜及番石榴，是唯三已知會食用附生鳳梨屬植物種子的物種之一（另外兩種是巴西黃綠唐納雀、銀色腫嘴雀），如鹰爪光萼荷。:103, 181牠們也會食用人造餵食台上的花蜜及水果。
通常在較低的位置覓食，以在空中盤旋的方式食用水果。:129牠們多採用迅速襲擊的方式捕捉在樹葉之間的昆蟲，有時也會在捕捉在空中飛行的個體。

### 繁殖
總體的繁殖季受地區會有所不同，時間幾乎橫跨全年度。:181在特立尼达岛上，其繁殖季從2月起至8月結束，並集中在5、6月之間。而委內瑞拉為二月、四月、六月和十月，秘魯為一月至三月，巴西帕拉州則在十月至一月之間。:181
巢是由葉子及植物纖維組成的大型杯狀，內覆有細緻纖維，通常位於1—6公尺高的灌木叢或樹上。:181並被記錄過有在高達12公尺香蕉樹上的記錄。:181每窩通常產2—3枚蛋，蛋呈淺奶油色、泛紅色到紫色之間，帶有黑褐色斑紋；平均大小為長23.3公釐、寬18.8公釐。:181
雄鳥不參與孵蛋，約14—15天後孵化。孵化後雙親會一起餵養幼鳥。其巢被記錄過會被紫輝牛鸝行巢寄生。:181目前其離巢時間未有相關資訊。:181

### 叫聲
平常的叫聲是一聲短促的「check」或較為薄弱的「seep」，被形容是類似於小雞的叫聲。飛行時被記錄到有「wist-wist」的聲音。並在各地區會有所變化。:181
雄鳥在3月至7月之間經常唱歌給雌鳥聽。其歌聲是一個雙音節的重複短句，重音在第一音節的「cheeru」或「cheep-chooi」，速度約每分鐘100次。此時的聲音較低，並類似於裸鼻雀的歌聲。

## 數量及保護情況
得益於牠們的棲息環境與人類開發後所導致環境退化或環境變化相似，牠們是少數在歷史上數量很可能不減反增的唐納雀之一。:1531999年前，牠們在阿根廷布宜諾斯艾利斯並不常見，但從此時之後其數量逐漸在該地穩定下來並可見繁殖現象。
其數量在2019年估計約有500—5000萬隻左右，較為穩定，是個普遍可見但分布不均的物種。在加上其分佈範圍十分廣大（約有1550萬平方公里），因此在《國際自然保護聯盟瀕危物種紅色名錄》內被列入無危物種。

## 外部連結
- 互聯網鳥類收藏上有关白線黑唐納雀的錄像、照片和音頻
- VIREO上白線黑唐納雀的圖片
- Xeno-canto上的白線黑唐納雀叫聲 （页面存档备份，存于）